# Graphomya maculata

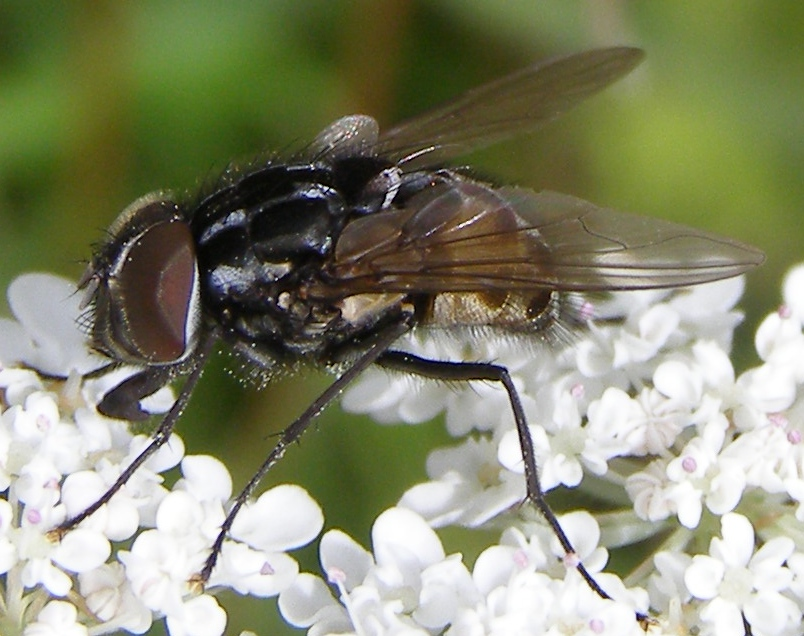
Un mascul de Graphomya maculata

Graphomya maculata este o specie de muscă din familia Muscidae. Este răspândită în aproape toată Europa.  Toracele are aceleași semne distinctive la ambele sexe: linii albe și negre. În plus, femelele au abdomenul colorat în alb și negru, în timp ce masculii au abdomenul portocaliu. 